# Olympische Jugend-Sommerspiele 2018/Teilnehmer (Belarus)
| Gelbes Symbol für Goldmedaillen mit stilisierten Olympischen Ringen | Graues Symbol für Silbermedaillen mit stilisierten Olympischen Ringen | Braundes Symbol für Bronzemedaillen mit stilisierten Olympischen Ringen |
| ------------------------------------------------------------------- | --------------------------------------------------------------------- | ----------------------------------------------------------------------- |
| 1                                                                   | 3                                                                     | 3                                                                       |

Die Jugend-Olympiamannschaft aus Belarus für die III. Olympischen Jugend-Sommerspiele vom 6. bis 18. Oktober 2018 in Buenos Aires (Argentinien) bestand aus 37 Athleten.

## Athleten nach Sportarten

### Bogenschießen
Mädchen
- Liliya Trydvornava
Einzel: 17. Platz
Mixed: 9. Platz (mit Artem Owtschynnikow  Ukraine)

### Judo
Jungen
- Artsiom Kolasau
Klasse bis 55 kg: Gold 
Mixed: Gold  (im Team Peking)

### Kanu
Mädchen
- Daria Marusava
Kanu-Einer Sprint: 5. Platz
Kanu-Einer Slalom: 9. Platz

### Leichtathletik
| Mädchen - Alina Lutschschawa 400 m: 6. Platz - Liudmila Rudzko 800 m: 10. Platz - Anastasiya Paluyan 1500 m: 12. Platz - Wiktoryia Charawizkaja 100 m Hürden: 13. Platz - Kryszina Kanzawenka Stabhochsprung: Bronze - Palina Talankova Dreisprung: 14. Platz - Jelisaweta Dorz Kugelstoßen: Silber - Ulada Schawarankawa Diskuswurf: 9. Platz - Mariola Bukel Hammerwurf: 6. Platz - Aljaksandra Konschina Speerwurf: 5. Platz - Hanna Zubkova 5 km Gehen: DNF | Jungen - Kirill Sots Weitsprung: 7. Platz - Jahor Tschujko Dreisprung: 4. Platz - Aliaksei Aleksandrovich Kugelstoßen: 4. Platz - Roman Khartanovich Diskuswurf: 10. Platz - Aliaksei Yiakimovich Hammerwurf: DNF |

### Moderner Fünfkampf
| Mädchen - Katsiaryna Etsina Einzel: 12. Platz Mixed: 6. Platz (mit Adil Ibragimow Kasachstan) | Jungen - Uladsislau Astrouski Einzel: 8. Platz Mixed: 10. Platz (mit Iêda Guimarães Brasilien) |

### Ringen
Mädchen
- Natallia Varakina
Freistil bis 49 kg: Bronze
- Kseniya Dzibuk
Freistil bis 73 kg: 4. Platz

### Rudern
Jungen
- Iwan Brynsa
Einer: Silber

### Schießen
Jungen
- Abdul-Aziz Kurdzi
Luftpistole 10 m: 10. Platz
Mixed: 5. Platz (mit Marijana Štrbac  Kroatien)

### Schwimmen
| Mädchen - Alena Semizhon 50 m Freistil: 17. Platz 100 m Freistil: 25. Platz 50 m Rücken: 14. Platz - Anastassija Schkurdaj 50 m Rücken: 11. Platz 100 m Rücken: 11. Platz 50 m Schmetterling: Silber 100 m Schmetterling: Bronze | Jungen - Kanstantsin Kurachkin 200 m Freistil: 20. Platz 400 m Freistil: 21. Platz 800 m Freistil: 19. Platz - Ivan Shamshuryn 50 m Schmetterling: 20. Platz 100 m Schmetterling: 25. Platz 200 m Schmetterling: 16. Platz |

### Segeln
Mädchen
- Yuliya Matveenko
Windsurfen: 7. Platz

### Tennis
Mädchen
- Wiktoryja Kanapazkaja
Einzel: 1. Runde
Doppel: 1. Runde (mit Daniela Vismane  Lettland)
Mixed: 1. Runde (mit Arnaud Bovy  Belgien)

### Tischtennis
Mädchen
- Nadzeya Bahdanava
Einzel: 17. Platz
Mixed: 9. Platz (mit Ioannis Sgouropoulos  Griechenland)

### Turnen

#### Gymnastik
Mädchen
- Aliaksandra Varabyova
Einzelmehrkampf: 20. Platz
Boden: 14. Platz
Pferd: 22. Platz
Stufenbarren: 28. Platz
Schwebebalken: 12. Platz
Mixed: 7. Platz (im Team Rot)

#### Trampolinturnen
Jungen
- Iwan Litwinowitsch
Einzel: 4. Platz
Mixed: 12. Platz (im Team Hellgrün)

#### Rhythmische Sportgymnastik
Mädchen
- Anna Kamenshchikova
Einzel: 4. Platz
Mixed: 8. Platz (im Team Blau)

#### Akrobatik
- Wiktoryja Achotnikawa
- Ilija Famenku
4. Platz
Mixed: Bronze  (im Team Schwarz)